# يا ما أنت كريم يا رب (فلم)
يا ما أنت كريم يارب هو فيلم دراما مصري من إخراج حسين عمارة وبطولة فريد شوقي، نور الشريف، بوسي، مها صبري، بهجت قمر والمنتصر بالله، صدر الفيلم في 23 مايو 1983.

## نبذه
مصطفى سايس جراج، يتعرف على إبراهيم القزاز، سائق التاكسي الذي فقد زوجته في حادث تصادم وفقدت ابنته الوحيدة فاطمة بصرها، مما يدفعه إلى الإدمان على تناول الخمور لكي ينسى ما مر به، ويتزوج لاحقًا من جمالات التي تحاول التودد إلى مصطفى الذي يرفض كل محاولاتها معه.

## طاقم العمل
- فريد شوقي بدور إبراهيم القزاز
- نور الشريف بدور مصطفى
- بوسي بدور فاطمة
- مها صبري بدور جمالات
- بهجت قمر بدور المعلم حنفي
- المنتصر بالله بدور سعيد الشندويلي

## وصلات خارجية
- مقالات تستعمل روابط فنية بلا صلة مع ويكي بيانات